# Lake County (Colorado)
Lake County is een county in de Amerikaanse staat Colorado.
De county heeft een landoppervlakte van 976 km² en telt 7.812 inwoners (volkstelling 2000). De hoofdplaats is Leadville.